# 巴尔巴里加
巴尔巴里加（義大利語：Barbariga），是意大利布雷西亚省的一个市镇。总面积11平方公里，人口2427人，人口密度220.6人/平方公里（2009年）。国家统计（ISTAT）代码为017011。